# Tozman, İnhisar
Tozman là một xã thuộc huyện İnhisar, tỉnh Bilecik, Thổ Nhĩ Kỳ. Dân số thời điểm năm 2011 là 224 người.